# 巴西足球运动
足球运动在巴西是最為風行的運動，巴西也是足球強國，在世界杯足球赛上，巴西国家足球队每届都打入决赛圈，五次夺得冠军，為取得最多次優勝的國家。

## 歷史
在1870年代，英國人將足球傳入巴西。